# جايس تومينان
جايس تومينان (بالفنلندية: Jasse Tuominen)‏ (12 نوفمبر 1995 بلاهتي في فنلندا - ) هو لاعب كرة قدم فنلندي في مركز الوسط. لعب مع باتي بوريسوف ونادي كوسيسي ونادي لاهتي وMikkelin Palloilijat ‏.

## وصلات خارجية
- جايس تومينان على موقع الاتحاد الأوربي (الإنجليزية)
- جايس تومينان على موقع اتحاد النرويج (النرويجية)
- جايس تومينان على موقع اتحاد السويد (السويدية)
- جايس تومينان على موقع قاعدة بيانات كرة القدم.إي يو (الإنجليزية)
- جايس تومينان على موقع ناشيونال فوتبول تيمز (الإنجليزية)
- جايس تومينان على موقع Soccerway.com (الإنجليزية)
- جايس تومينان على موقع عالم كرة القدم.نت (الإنجليزية)